# Vladykino (metropolitana di Mosca)
Vladykino (in russo Владыкино?) è una stazione della metropolitana di Mosca, situata sulla linea Serpuchovsko-Timirjazevskaja e inaugurata il 1º marzo 1991.
Il design si deve agli architetti V. Klokov e I. Pljuhin e nelle sue vicinanze è posto l'orto botanico di Mosca.
Nei pressi della stazione si trova l'omonima fermata dell'anello centrale di Mosca, la linea 14 della metropolitana.